# Ri Yŏng Su
Ri Yŏng Su, również Ri Yong Su (kor. 리영수, ur. 1946) – północnokoreański polityk. Ze względu na przynależność do najważniejszych gremiów politycznych Korei Północnej, uznawany za członka elity władzy KRLD. 

## Kariera
Ri Yŏng Su urodził się w 1946 roku. Absolwent Uniwersytetu im. Kim Ir Sena w Pjongjangu. Na początku kariery zawodowej w latach 70. XX wieku pełnił kierownicze funkcje w Socjalistycznej Lidze im. Kim Ir Sena, młodzieżówce Partii Pracy Korei. Od listopada 1976 jej wiceprzewodniczący, w marcu 1978 został przewodniczącym całej organizacji.
Deputowany Najwyższego Zgromadzenia Ludowego KRLD, parlamentu KRLD w VII i VIII kadencji (tj. od lutego 1982 do kwietnia 1990 roku). Członek Komitetu Centralnego Partii Pracy Korei od sierpnia 1982 roku. Od marca 1984 roku przewodniczący Komitetu Centralnego Demokratycznego Frontu na Rzecz Zjednoczenia Ojczyzny. W październiku 1985 roku po raz pierwszy objął kierowniczą funkcję w Komitecie Centralnym PPK, kiedy to został wicedyrektorem departamentu w Ministerstwie Organizacji Młodzieżowych. Podobne stanowisko objął także w 1995 roku.
Od czerwca 2010 roku dyrektor Wydziału Organizacji Robotniczych KC. Na mocy postanowień 3. Konferencji Partii Pracy Korei 28 września 2010 roku po raz drugi zasiadł w KC.
Po śmierci Kim Dzong Ila w grudniu 2011 roku, Ri Yŏng Su znalazł się na wysokim, 38. miejscu w 233-osobowym Komitecie Żałobnym. Świadczyło to o formalnej i faktycznej przynależności Ri Yŏng Su do grona ścisłego kierownictwa politycznego Koreańskiej Republiki Ludowo-Demokratycznej. Według specjalistów, miejsca na listach tego typu określały rangę polityka w hierarchii aparatu władzy.

## Odznaczenia
Odznaczony Orderem Kim Ir Sena (kwiecień 1985).